# Mantispa neptunica
Mantispa neptunica is een insect uit de familie van de Mantispidae, die tot de orde netvleugeligen (Neuroptera) behoort. 
Mantispa neptunica is voor het eerst wetenschappelijk beschreven door Navás in 1914.